# 竹内靖雄
竹内 靖雄（たけうち やすお、1935年 - 2011年（平成23年）8月23日）は、日本の経済学者。専門は経済思想史、経済倫理学。成蹊大学名誉教授。
高知県生まれ。東京大学経済学部卒業、同大学大学院経済学研究科博士課程修了（経済学博士）。成蹊大学経済学部専任講師、助教授、教授を歴任。
代表的な著書に『正義と嫉妬の経済学』（第1回山本七平賞受賞）、『市場の経済思想』（東京海上各務記念財団最優秀図書賞受賞）がある。

## 著書

### 単著
- 『マルクスの経済学』（日本評論社,1972年）
- 『経済学の認識』（ダイヤモンド社,1973年）
- 『経済学とイデオロギー―市場経済の論理と倫理』（日本経済新聞社,1976年）
- 『イソップ経済学』（ごま書房,1977年）
- 『競争はなぜ必要か―市場システムの論理』（日本経済新聞社,1978年）
- 『日本型市場社会の知恵』（日本経済新聞社,1981年）
- 『父性なき国家・日本の活路』（PHP研究所,1981年）
- 『経済倫理学のすすめ―「感情」から「勘定」へ』（中央公論社,1989年）
- 『市場の経済思想』（創文社,1991年） ＜東京海上各務記念財団最優秀図書賞受賞＞
- 『正義と嫉妬の経済学』（講談社,1992年） ＜第1回山本七平賞受賞＞
- 『迷信の見えざる手』（講談社,1993年）
- 『日本人の行動文法（ソシオグラマー）―「日本らしさ」の解体新書』（東洋経済新報社,1995年）
- 『国家と神の資本論』（講談社,1995年）
- 『イソップ寓話の経済倫理学―人間と集団をめぐる思考のヒント』（PHP研究所,1995年）
- 『世界名作の経済倫理学』（PHP研究所,1996年）
- 『ミステリの経済倫理学』（講談社,1997年）
- 『賢者と愚者の経済学―イソップ物語に学ぶ新経済学』（ごま書房,1997年）
- 『経済思想の巨人たち』（新潮社,1997年）
- 『「日本」の終わり―「日本型社会主義」との決別』（日本経済新聞社,1998年）
- 『諺で解く日本人の行動学』（東洋経済新報社,1999年）
- 『「脱」宗教のすすめ』（PHP研究所,1999年）
- 『チームの研究―成功と失敗の人間学』（講談社,1999年）
- 『「日本人らしさ」とは何か―日本人の「行動文法（ソシオグラマー）」を読み解く』（PHP研究所,2000年）
- 『国家という迷信―超民営化のすすめ』（日本経済新聞社,2000年）
- 『得する生き方 損する生き方』（東洋経済新報社,2001年）
- 『衰亡の経済学―日本の運命・あなたの運命』（PHP研究所,2002年）
- 『法と正義の経済学』（新潮社,2002年）
- 『あなたも「リーダー」になりなさい』（PHP研究所,2003年）
- 『戦争とゲーム理論の戦略思考』（日本実業出版社,2005年）

### 共編著
- （吉冨勝）『玉野井芳郎著作集１　経済学の遺産』（学陽書房,1990年）

### 訳書
- Ｃ・Ｗ・チャーチマン『理性への挑戦』（※『システム科学への挑戦』の改題）（竹内書店,1972年）
- Ｄ・ジョナス、Ｄ・クライン『幼稚化の時代Ⅰ』（竹内書店,1972年）
- Ｄ・ジョナス、Ｄ・クライン『幼稚化の時代Ⅱ』（竹内書店,1972年）
- Ｇ・ハーディン『サバイバル・ストラテジー』（思索社,1983年）

### 監修
- Ａ・ジンバリスト『球界裏・二死満塁―野球ビジネスと金』（同文書院インターナショナル,1993年）